# Клеманс Изор

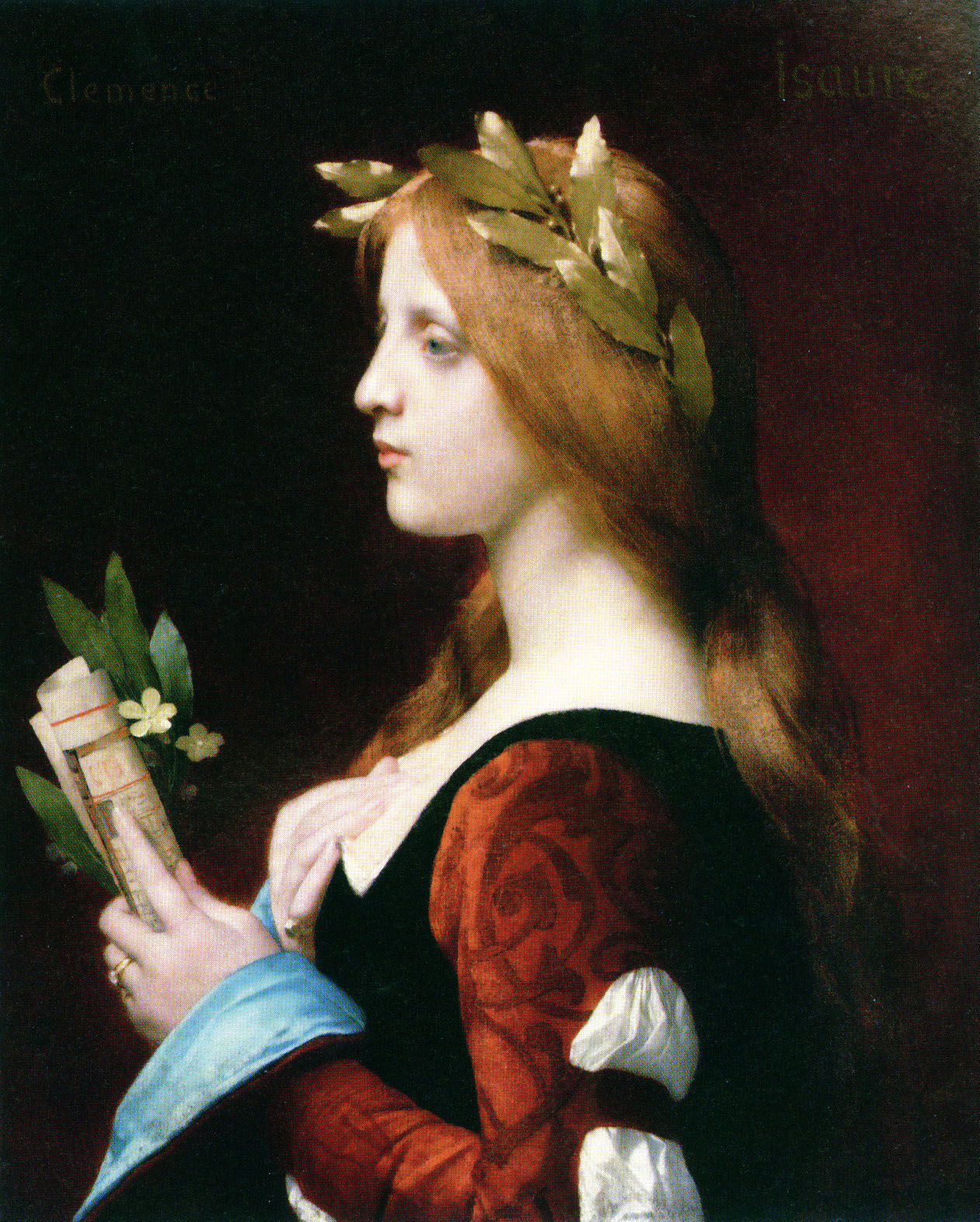
Ж. Ж. Лефевр, «Клеманс Изор», XIX век

Клема́нс Изо́р (фр. Clémence Isaure, окс. Clemença Issaura,  Клеменса Исаура; 1450—1501) — легендарная, возможно вымышленная, французская дама знатного рода, будто бы возобновившая в Тулузе традиционные литературные состязания, которые были в обычае веком раньше; своими богатыми пожертвованиями она поддерживала «Цветочные игры» (Флоралии), на которых воспевалась Прекрасная Дама. Является одним из символов Тулузы.

## Легенда
Легенда гласит, что в 1450 в семье лангедокского графа Луция (или Лодовико) Изор(ет)а родилась дочь Клеманс. Повзрослев, она влюбилась в рыцаря графа Рауля Тулузского (или Лотрека), побочного сына Раймонда Тулузского, но её отец не дал им пожениться, юноша ушел на войну и там погиб. Упоминается, что со своим возлюбленным она объяснялась посредством языка цветов, когда была с ним в разлуке, отсюда и её интерес к этой теме. Отец будто бы заключает её в башню, и в знак верности она бросает своему возлюбленному букет цветов, а когда он погибает, заслонив в битве своим телом её же отца, он просит вернуть ей букет, обагрённый его кровью, а она умирает с горя, завещав:

…чтоб каждый год отныне

Любви нашей во имя

Поэтов-трубадуров

Цветами наградили.

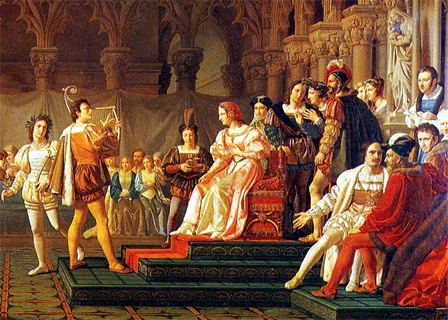
Дама Клеменс вручает трубадуру-победителю фиалку

Клеманс дала обет сохранить верность покойному и посвятить себя поэзии и меценатству. Она остается незамужней. На свои средства она учредила в Тулузе зерновой, рыбный, винный и овощной рынки, а также выдала многих неимущих девиц замуж, выделив им приданое. Наконец, она завещала средства на проведение конкурсов окситанской поэзии под названием «Цветочные Игры». Проводились они ежегодно 1 мая, а наградой трём победителям служили золотые фиалка, шиповник и ноготок. При жизни она нередко участвовала в жюри (в документе 1498 года будто бы указано, что дама Клеманс вручила цветок шиповника тулузскому советнику Бертрану де Роэ).
Так молод год! Весна так хороша!

Веселья, песен требует душа,

Чтоб трубадуров увенчать венком,

Даримым в нашем крае испокон!

Давайте Деве мы хвалу споем,

В честь имени мы голоса сольём

Той, что так горько плакала навзрыд,

Когда был Мира Царь к кресту прибит.

Поэты верят — и, конечно, зря,

Что в песнях жизнь они свою продлят,

Но знаю, что когда придет мой час

Найти в краю унылом свой причал,

Мои забудут славу и роман

И станет просто именем «Клеманс».

Весной так розы ранние цветут,

Когда лучи апреля припекут,

Но как бы не был сей бутон красив —

Его дыханье ночи поразит.
Умерла дама Клеманс ок. 1500 года и была похоронена в семейном склепе в церкви Богоматери Дорад. Она завещала молодым тулузанкам ежегодно в день её смерти петь гимн в память о её целомудренной жизни. Её состояние перешло во владение родного города, и будто бы оно оказалось таким внушительным, что проценты от него Тулуза получала до XIX века.

…Здесь у нас отель Веселой Науки, — сказал однажды граф де Пейрак, задержав жену внезапно на одном из шумных приемов. — Все то, что составляет изящество и галантность Аквитании, а стало быть, и Франции, должно возродиться в этих стенах. В Тулузе только что прошли знаменитые Цветочные игры. Приз Золотой Фиалки был присужден молодому поэту из Руссильона. Со всех уголков Франции, и даже мира, именно в Тулузе собираются сочинители поэм, чтобы представить свои творения на суд под эгидой Клеманс Изор, лучезарной вдохновительницы трубадуров прошлого.— Анн и Серж Голон. «Анжелика. Тулузская свадьба»
«Цветочные игры» продолжали проводиться на протяжении веков: каждый год утром 3 мая в церкви Дорад проходила месса, во время которой благословлялись цветы — призы. Затем они в торжественном шествии с трубачами и гражданами города переносились в Капитоль, где в зале Знаменитостей их вручали победителям конкурса, поэтам, пишущим на окситанском языке. Эта традиция сохранилась до наших дней. Её проводит Академия Цветочных Игр, которая находится в отеле Ассеза. Одна из трёх наград до сих пор называется La Violence de Clémette — «фиалка Клеманс». В разное время её удостаивались Ронсар, Робер Гарнье, Виктор Гюго, Шатобриан, Альфред де Виньи.

### Разоблачение
В такой форме легенда о Клеманс была общепринятой и распространенной среди тулузцев (в частности, на неё ссылался Жан Боден, философ и эрудит XVI века в «Слове к сенату и народу Тулузы»; её перессказывает дом Вессет в своем сочинении «Истории Лангедока» (L’Histoire du Languedoc), изданном в XVIII веке, и Дюмеж в «Тулузской биографии»; а король Луи-Филипп поставил ей памятник уже в XIX веке), пока во время спора между членами товарищества и муниципалитетом не возникли споры по поводу одного из пунктов её завещания. На суде председатель потребовал оригинал документа, но его не смогли обнаружить, более того, выяснилось, что старожилы такую женщину и даже семью не помнят, а семейный склеп, считавшийся местом её упокоения, соорудили на сто лет позже, а упомянутые рынки — наоборот, веком раньше. Оригиналов стихотворений, приписываемых ей, тоже обнаружить не удалось. Дюмеж представил тетрадь на пергаменте, найденную в аббатстве Сен-Савен в Лаведане, среди содержащихся в там стихов XV века, одно было посвящено Клеманс, но оно оказалось подделкой.

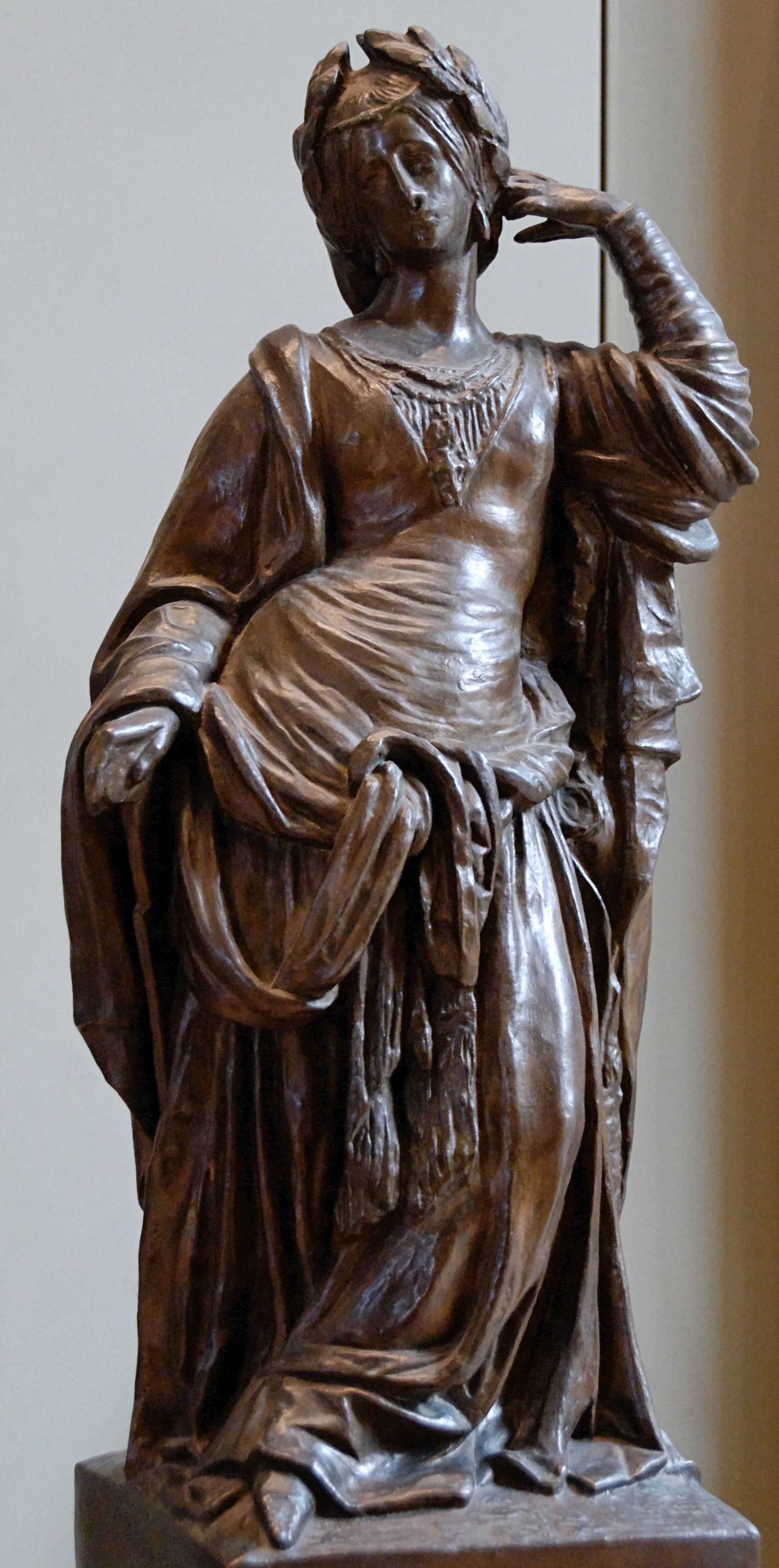
Статуя Клеманс Изор работы А. А. Прео, эскиз скульптуры в Люксембургском саду

Первое упоминание в письменных источниках о ней относится к концу XV века. Она появляется в муниципальных счетах: казначей Бертран де Брюселль отметил на последней странице муниципальных счетов за 1488—1489 годы, что он выплатил художнику Жаку Мустье 10 ливров за две надписи, одна из которых на портале ратуши — её эпитафию (pitaphe de Dama Clamenssa). C XVI века её имя упоминается ежегодно в каждой церемонии, в 1527 году, например, с ним выступает гуманист Этьен Доле, сожженный в будущем на костре. К имени «дамы Клеменс» в дошедших до нас письменных источниках присоединяется фамилия «Изор» только в 1557 году. В том же году из церкви ла Дорад перенесли в Ратушу её статую, где говорилось: «…из знаменитой семьи Изор, ведя безукоризненную жизнь в постоянном безбрачии и прожив целомудренно пятьдесят лет, учредила на свои деньги для общественного пользования хлебный, винный, рыбный и овощной рынок и завещала его капитулам и тулузскому населению, обязав его устраивать ежегодно литературные игры в общественном здании, построенном на её средства, приносить розы на её могилу и справлять там поминки на остаток её наследства».
Когда Екатерина Медичи в 1565 году вместе с сыном Карлом IX посетили Тулузу, их приветствовали серией триумфальных арок. Огромное впечатление произвел огромный шар, который раскрылся при приближении юного короля, и из него спустилась живая «нимфа» — Клеманс Изор, которая приветствовала монарха и приподнесла три золотых цветка. С этих пор дама прочно утвердилась в официальной истории Тулузы. Но сомнения в её существовании появились уже в XVII веке: советник тулузского парламента Гийом Кастель в «Мемуарах по истории Лангедока» (1633) заявил, что никому не удалось отыскать её знаменитое завещание, эпитафия на основании её статуи на самом деле относится к 1557 году, сама же статуя, судя по стилю и костюму — надгробный памятник ещё XIV века, который позже подправили, заменив, в частности, руки и вложив в них три цветка и свиток стихов. Более того, в описании учреждения Литературной академии, известного «Законах любви», каноне романской поэзии XIV века, в котором сосредоточены правила, предлагаемые поэтам — участникам литературных игр-конкурсов, нет и намёка на даму-учредительницу (рукопись 1356 хранится в особняке д’Ассеза). Она указывает, что в 1323 году, за век до дамы Клеманс, в Тулузе семеро трубадуров основали общество в поддержку процветания окситанского (провансальского) языка и искусства куртуазной поэзии. Возглавил союз трубадуров алхимик Гийом де Молинер, который вскоре написал книгу «Закон Любви».
Голубка нежная среди лесных ветвей

Воркует ласково в зеленой тишине,

Потом начнет свой чудный щебет соловей,

Чтоб с каждой песней вознести хвалу весне.

Увы! А я так одинока и мрачна,

Умею лишь одно – любить или страдать,

Веселья в сердце нет; надежды лишена,

Стремлюсь оплакать всё – и можно умирать.

Поль Валери говорил о ней: «Я прочёл столько хорошего про неё, что это единственная женщина, о которой я сожалею, что она исчезла до того, как родилась…» и добавлял: «я научен опытом, что прекрасная и умная сочинительница, ничего дурного никогда не сказавшая о своих сёстрах, может существовать разве в нашем воображении…».
Существует несколько версий насчет того, как именно возникла легенда о Клеманс. Наиболее общепринятая предполагает, что она — порождение невольной ошибки, которой «затем воспользовались муниципальные документы, чтобы оградить от строгого контроля королевских агентов некоторые статьи муниципального бюджета, подпадавшие под закон против роскоши и объявленные неприкосновенными в силу завещательного дара». Вероятно также, что в какой-то неизвестный год некая горожанка, возможно, носившая совсем другое имя, завещала городу деньги, которые позволили поддержать существование Академии, но потом этот факт весьма видоизменился.
Другая версия, более эзотерическая, связывает основание общества трубадуров с действительно весьма могущественными в то время катарами и поддержанием эзотерической доктрины, поскольку поэзия трубадуров содержала множество символов, скрытых для посторонних. Они рассматривают Клеманс Изор как набор символов, Прекрасную Даму трубадуров, всекосмический женский образ. Она тесно связана с понятием золота: вручает золотые цветы, и похоронена в церкви Дорад, то есть «золотой». Isaure — на самом деле расшифровывается как Isis Aurea (золотая Исида), а Notre Dame de Clémence (Милосердия) — известный эпитет Мадонны. Её отца звали Луциус («свет»), она изображается в прозрачном белом одеянии на полу в черно-белую клетку, перед 2 колоннами храма Соломона. Игры её проходили в первые дни мая — когда алхимики начинали «Великое Делание». Таким образом, Клеманс Изор — возможно, изобретение тайного общества, чтобы скрыть свои деяния.

## В искусстве
- В 1788 году поэт Флориан посвятил ей стихи.
- Истории Клеманс Изор посвятил своё первое произведение Пьер Нозьер — герой одноименного романа Анатоля Франса.
- Импрессионист Анри Мартэн написал серию картин о ней, в том числе видение её призрака трубадуром и коронация её в небесах (Капитоль, Тулуза).
- Графиня Изора из поэмы Александра Блока «Роза и Крест», действие происходит в Окситании во время восстания катаров

## В истории города
- В Тулузе имеется улица и коллеж её имени.